# Verwaltungsgemeinschaft Bietigheim-Bissingen
Die Vereinbarte Verwaltungsgemeinschaft Bietigheim-Bissingen ist eine Vereinbarte Verwaltungsgemeinschaft im Landkreis Ludwigsburg in Baden-Württemberg. Sie besteht aus der Großen Kreisstadt Bietigheim-Bissingen sowie der Gemeinde Ingersheim und der Stadt Tamm.

## Geschichte
Die Verwaltungsgemeinschaft wurde im Zuge der Gemeindereform in Baden-Württemberg gegründet, um kleineren Gemeinden eine leistungsfähige Verwaltung zu sichern.

## Aufgaben
Im Rahmen der Verwaltungsgemeinschaft übernimmt Bietigheim-Bissingen verschiedene Aufgaben für die Mitgliedsgemeinden:
- Führung der unteren Verwaltungsbehörde
- Bauleitplanung und Baugenehmigungen
- Erstellung des gemeinsamen Flächennutzungsplans[1]

Die Gemeinden bleiben politisch selbstständig, profitieren aber von den Ressourcen und der Verwaltungskompetenz der Großen Kreisstadt.

## Gemeinsame Projekte
Ein Beispiel für die Zusammenarbeit ist die Entwicklung des Gewerbegebiets „Bietigheimer Weg Süd – 1. Bauabschnitt“ in Ingersheim.

## Statistik
Die Bautätigkeit innerhalb der Verwaltungsgemeinschaft ist seit einigen Jahren rückläufig. Im Jahr 2024 wurden lediglich 162 Baugenehmigungen erteilt – der niedrigste Stand seit Bestehen der Gemeinschaft.

## Weitere Kooperationen
Bietigheim-Bissingen, Ingersheim und Tamm kooperieren zudem in weiteren Bereichen, z. B.
- im Rahmen der Grünen Nachbarschaft, einem Zusammenschluss zur Pflege der Kulturlandschaft[3]
- bei der Abwasserentsorgung, die von den Stadtwerken Bietigheim-Bissingen (SWBB) übernommen wird[4]